# Виноградов, Александр Федотович
Александр Федотович Виноградов (26.12.1923 — 12.10.1944) — разведчик взвода пешей разведки 289-го гвардейского стрелкового полка, гвардии старшина — на момент представления к награждению орденом Славы 1-й степени.

## Биография
Родился 26 декабря 1923 года в деревне Удмуртское Гондырево Алнашского района Удмуртии. Удмурт. Окончил 7 классов. Работал кузнецом в колхозе.
В апреле 1942 года был призван в Красную Армию Алнашским райвоенкоматом. В пулеметной школе прошел военную подготовку, получил специальность пулеметчика. В ноябре 1942 года был направлен в 97-ю гвардейскую стрелковую дивизию, занимавшую оборону на южном фасе Курской дуги в районе города Обоянь. Весь боевой путь прошел в составе 289-го гвардейского стрелкового полка сначала пулеметчиком, затем разведчиком. Воевал на Юго-Западном, 1-м и 2-м Украинских фронтах.
В летних боях 1943 года молодой солдат зарекомендовал себя смелым и находчивым воином. Когда дивизия вступила на Правобережную Украину, он уже был опытным командиром пулеметного расчета.
Во время наступления на город Кировоград пулеметчик Виноградов уничтожил около ста фашистов. Под селом Красный Кут при отражении контратаки противника метким пулеметным огнём отсек вражеских автоматчиков от танков и заставил их залечь. Вырвавшиеся вперед танки были уничтожены артиллеристами. Следом были отбиты ещё 3 атаки. 5 января 1944 года пулеметным огнём подавил 2 огневые точки противника. 6 января сразил около 10 неприятельских солдат.
Приказом командира 97-я гвардейской стрелковой дивизии от 19 января 1944 года гвардии ефрейтор Виноградов Александр Федотович награждён орденом Славы 3-й степени
Через несколько дней после вручения награды, когда возникла острая необходимость захватить пленного, Виноградов вызвался пойти в разведку. В ночь на 1 февраля захватил в плен вражеского снайпера. «Язык» оказался ценным. На другой день, по приказу командира полка подполковник Науменко был переведен в полковую разведку. Став штатным разведчиком, за короткое время Виноградов привел девять «языков».
Приказом от 7 марта 1944 года гвардии сержант Виноградов Александр Федотович награждён орденом Славы 2-й степени
Наступление развивалось успешно, и 13 апреля 1944 года дивизия достигла реки Днестр. В конце апреля Виноградов был принят в ряды ВКП и снова отличился в бою на днестровском плацдарме.
В ночь на 5 мая 1944 года гвардии старший сержант Виноградов возглавил группу разведчиков из 3-х человек. Ворвавшись в траншею противника в районе села Пугачены, разведчики захватили в плен унтер-офицера и доставили его в штаб полка. В этом бою Виноградов истребил около 10 противников. На допросе пленный дал подробные сведения об обороне, которые были учтены при организации наступления дивизии. 22 мая командиром полка был представлен к награждению орденом Славы 1-й степени.
Пока по инстанциям ходили наградные документы, бои продолжались. 17 мая гвардии старшина Виноградов был назначен на офицерскую должность — командиром взвода разведки. В конце июня 1944 года 5-я гвардейская армия была передана в состав 1-го Украинского фронта. После передислокации и отдыха в начале августа переправилась на Сандомирский плацдарм на левом берегу реки Висла, и включилась в ожесточённые бои на плацдарме.
Указом Президиума Верховного Совета СССР от 13 сентября 1944 года за образцовое выполнение заданий командования в боях с немецко-вражескими захватчиками гвардии старший сержант Виноградов Александр Федотович награждён орденом Славы 1-й степени. Стал полным кавалером ордена Славы.
В начале октября ему было присвоено первое офицерское звание — младший лейтенант. В газете «Красная Звезда» был напечатан очерк об отважном разведчике. 12 октября 1944 года в бою во время очередного разведрейда гвардии младший лейтенант Виноградов погиб.
Похоронен в населенном пункте Корытница Родомского воеводства.
Награждён орденами Славы 3-х степеней.
В деревне Удмурт-Гондырево, где жил Александр Виноградов, есть улица, названная его именем. Также его имя носит местная общеобразовательная школа, создан музей боевой славы.